# Hamptjärnen (Hörnefors socken, Västerbotten, 706213-169797)
Hamptjärnen är en sjö i Umeå kommun i Västerbotten och ingår i Hörnån-Öreälvens kustområde.